# Ioan Buteanu

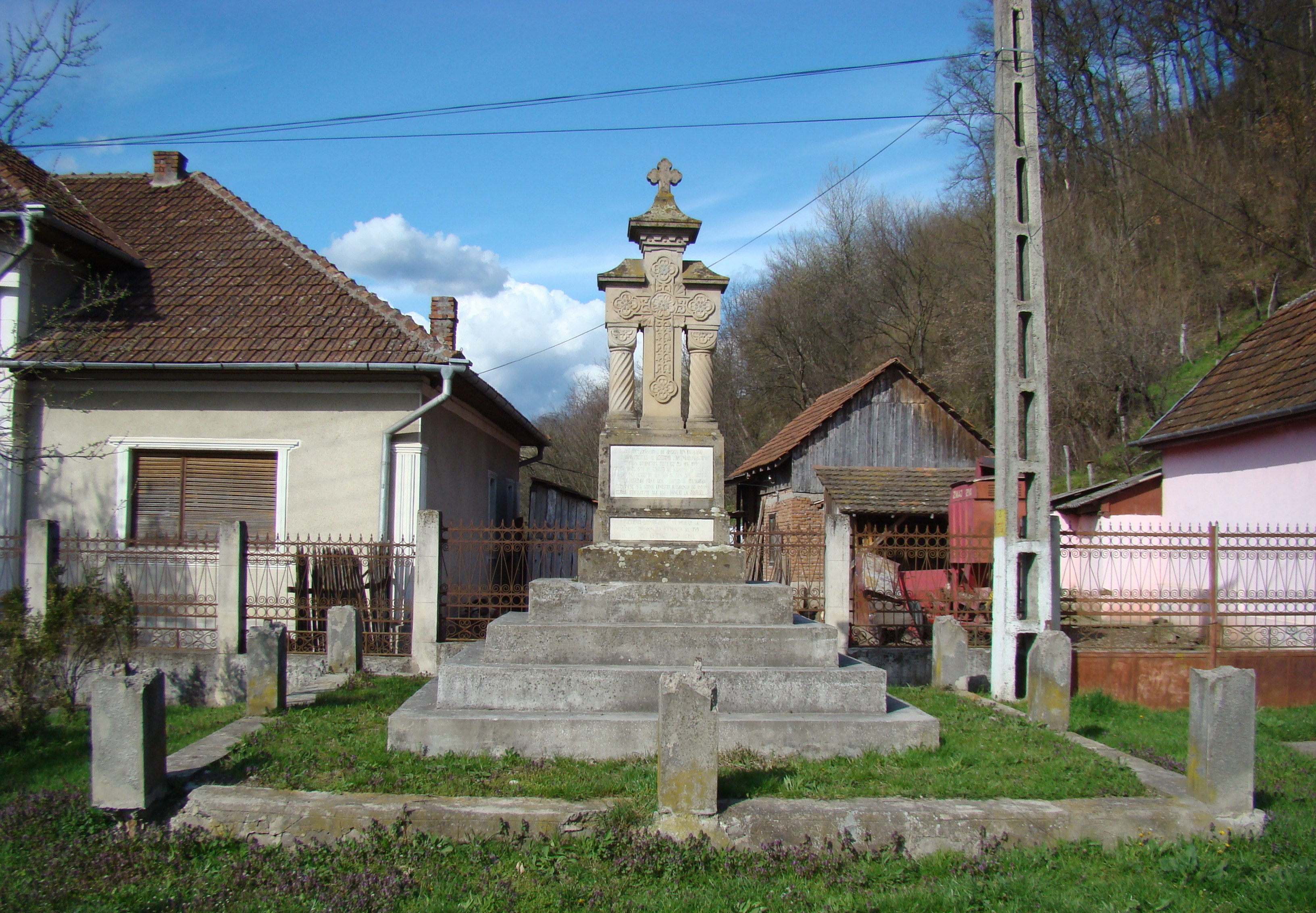
Monumentul lui Ioan Buteanu din Gurahonț, ridicat în anul 1934

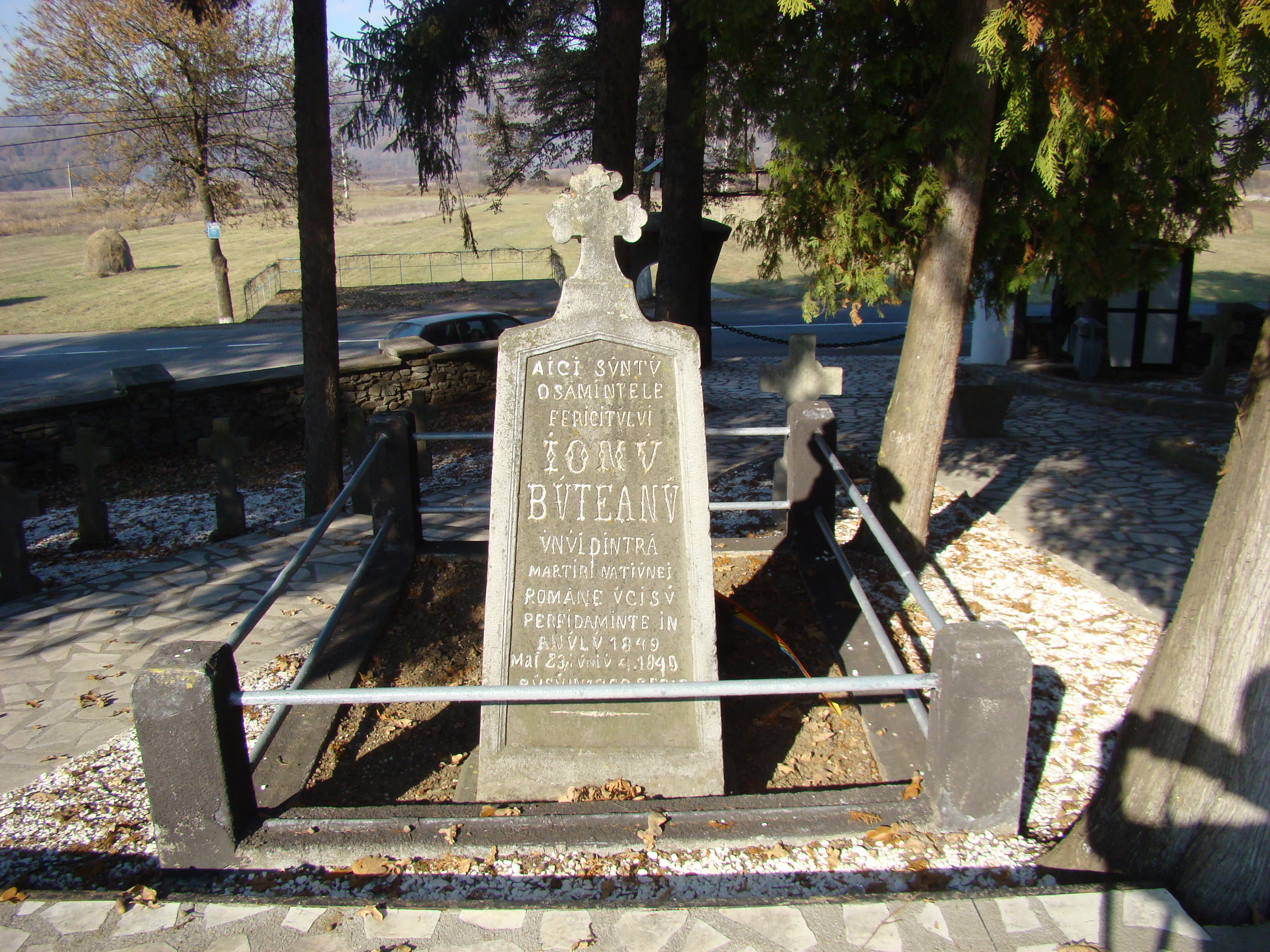
Mormântul lui Ioan Buteanu de la Țebea

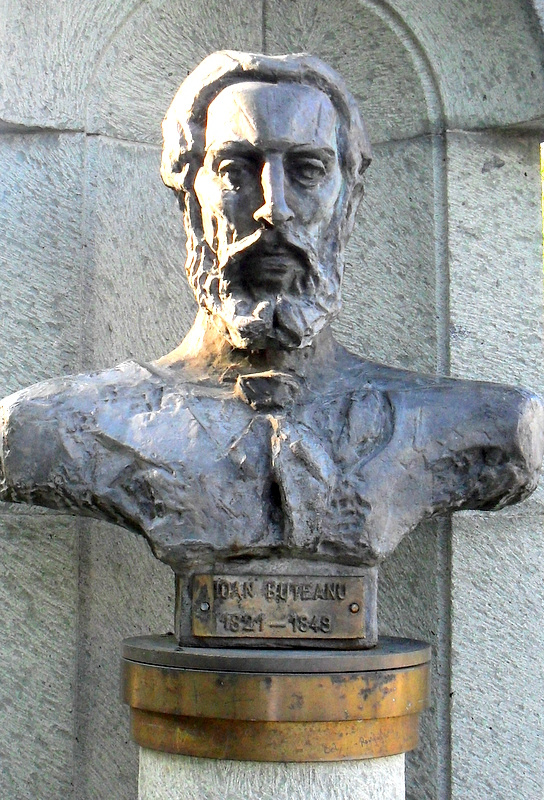
Bustul lui Ioan Buteanu din Baia Mare

Ioan Buteanu (n. 1821, Sighetu Marmației, comitatul Maramureș, Imperiul Austriac – d. 23 mai 1849, Iosășel, Imperiul Austriac) a fost unul din liderii revoluționarilor români transilvăneni de la 1848 și prefect al Zarandului în perioada 1848 - 1849.

## Viața și activitatea
S-a născut la Sighetu Marmației, în anul 1821, (în alte surse este greșit scris Șomcuta Mare, acolo s-a născut tatăl său), într-o veche familie nobilă din Țara Chioarului. A urmat gimnaziul în Baia Mare și Carei, iar dreptul la Cluj și Zagreb. A fost timp de trei ani cancelist la Tabula Regia din Târgu Mureș (curtea de apel a Transilvaniei). După ce a obținut diploma de avocat s-a stabilit în Abrud, unde îl găsesc și evenimentele din 1848. Generalul austriac Anton Puchner l-a numit administrator al Zarandului, iar Comitetul Național Român l-a desemnat prefect în acea regiune.
În data de 15 mai 1848 a ținut o cuvântare la Adunarea de la Blaj, în care a criticat intenția revoluționarilor maghiari de unire a Transilvaniei cu Ungaria.
Aflat la Sibiu în vara lui 1848, a primit o invitație de la Nicolae Bălcescu prin care îi cerea să se alăture revoluției muntene, dar fiind foarte prins de treburi nu a putut să-i dea curs. Însă i-a cerut lui Avram Iancu să pledeze în cadrul Comitetului național pentru a lua măsuri „ca să putem ajutora pe frații de dincolo”.
În timpul armistițiului din 1849 dintre revoluționarii maghiari și moții conduși de Avram Iancu, la 6 mai maiorul aventurier Imre Hatvani cu un detașament de revoluționari unguri a intrat prin surprindere în Abrud, i-a dezarmat pe români și s-a dedat la atrocități. În data de 7 mai prefecții Petru Dobra și Ioan Buteanu au fost luați prizonieri. Dobra a fost împușcat la Abrud, iar Buteanu a fost trimis la Brad și închis. În data 19 mai maiorul Hatvani s-a retras din Abrud la Brad, apoi, prin Baia de Criș și Hălmagiu, la Gurahonț. În retragere l-a luat și pe Buteanu, pe care l-a spânzurat fără judecată în data de 23 mai 1849 la Iosășel.

## În memoria posterității
Ioan Buteanu a fost pictat de Barbu Iscovescu când acesta s-a aflat în Munții Apuseni, refugiat fiind alături de alți revoluționari munteni. 
În data de 23 mai 1999 Societatea Culturală Pro Maramureș „Dragoș Vodă", la comemorarea a 150 de ani de la moartea prefectului Buteanu, a ridicat în centrul orașului Sighet un bust al său, iar pe casa memorială, azi transformată în lăcaș de cult, a fost amplasată o placă comemorativă.
Liceul din Gurahonț-Arad a primit numele lui Ion Buteanu. De asemenea, numele lui a fost purtat de către Regimentul 6 Tancuri din Turda, regiment comandat în perioada 1972-1976 de către mr. ing. Ștefan Gușă.

## Vezi și
- Troița lui Ioan Buteanu
- Mormântul lui Ioan Buteanu în Panteonul Moților